# Museo del vetro (Empoli)
Il Museo del vetro di Empoli si trova nella centrale via Ridolfi 50.

## Storia e descrizione
Nell'antico "magazzino del sale", edificio del XIV secolo costruito per immagazzinare e distribuire il prodotto delle saline di Volterra, ha sede dal 2010 il museo che documenta l’attività vetraria empolese, nei vari aspetti economici, sociali e urbanistici.
Gli esempi della produzione locale (fiaschi, damigiane, recipienti e strumenti per la vinificazione e l’imbottigliamento del vino e dell’olio, bottiglie e oggetti a tavola), molto diffusi dalla seconda metà del XIX secolo, sono affiancati a materiale didattico, ricostruzioni e video.
La particolare colorazione verde dei vetri di Empoli è dovuta all'ossido di ferro presente nelle sabbie utilizzate come materia prima. Accanto a questa produzione d'uso, a partire dai primi del Novecento, si accompagnò una serie di oggetti artistici, ispirati alle forme ceramiche rinascimentali. Oltre al colore verde, questi oggetti sono spesso in altre colorazioni e affinati da varie lavorazioni, tra cui la molatura, l'incisione, la decorazione a smalto, a pantografo, ecc. Inoltre dagli anni cinquanta del Novecento si assiste anche alla produzione del cristallo.